# Racta
Racta là một chi bướm trong họ Hesperiidae.